# Distretto di Tamacine
Il distretto di Tamacine è un distretto della provincia di Touggourt, in Algeria.

## Geografia antropica
Il distretto nel 2021 è passato dalla provincia di Ouargla, a quella di Touggourt.

### Comuni
Il distretto di Tamacinecomprende 2 comuni:
- Tamacine
- Blidet Amor